# Бирофилия
Бирофилия е вид хоби – колекциониране на различни предмети на бирената атрибутика: бирени бутилки, алуминиеви кенове, бирени чаши, тапи, капачки, етикети, отварачки, бирдекели, табли за сервиране, табели, плакати, рекламни материали и други предмети, свързани с бирата.
„Бирофил“ буквално преведено означава любител на бира (от англ.beer – бира). Но всъщност бирофилът е колекционер на различни предмети от бирената атрибутика. Обикновено бирофилите се специализират в колекционирането на конкретни предмети, но събират и всичко, свързано с бирата. Предметите, които не стават част от колекцията, бирофилите използват за продажба или обмен. Бирофилите по света се обединяват в свои клубове, провеждат редовни срещи, издават собствени бюлетини и списания.
Колекционирането на бирдекели (подложки за бирени чаши) се нарича тегестология. Лейбология се нарича колекционирането на бирени етикети.